# Buccinum glaciale
Buccinum glaciale is een soort uit de klasse Gastropoda (Slakken).
De soort werd in 1761 benoemd door Carl Linnaeus.